# Баринов, Игорь Вячеславович
И́горь Вячесла́вович Ба́ринов (род. 22 мая 1968, Новочеркасск, Ростовская область, РСФСР, СССР) — действующий руководитель Федерального агентства по делам национальностей. Депутат Государственной думы четвёртого, пятого и шестого созывов (с 29 декабря 2003 года по 2 апреля 2015 года), фракция «Единая Россия». В 2008—2010 годах руководитель Межрегионального координационного совета «Единой России» по Уральскому федеральному округу. С 2010 года Председатель комиссии Президиума Генерального совета Партии «Единая Россия» по координации работы и взаимодействию с депутатскими фракциями «Единая Россия». Полковник ФСБ в отставке.

## Биография
Родился 22 мая 1968 года в Новочеркасске Ростовской области.
Из семьи потомственных военных. Отец — полковник Вячеслав Георгиевич Баринов, мать — Светлана Ивановна Баринова, инженер-строитель.
Окончил с отличием: 1990 — Новосибирское ВВКОУ имени 60-летия Октября (направление ВДВ), в 2003 году — Академию ФСБ России (оперативная деятельность органов федеральной службы безопасности).
В 1990—1992 годах после окончания военного училища проходил службу в 103-й гвардейской воздушно-десантной дивизии (г. Витебск).
В 1993—2003 годах проходил службу в органах ФСБ (последняя должность — командир регионального подразделения группы «Альфа»). Неоднократно выезжал в командировки в районы чрезвычайного положения, участвовал в контртеррористической операции на территории Чеченской республики. Был трижды ранен.
Член Партии «Единая Россия» с апреля 2004 г., партбилет № 33358029.
Со 2 апреля 2015 года — руководитель Федерального агентства по делам национальностей. Сложил в тот же день полномочия депутата Госдумы. Освободившийся мандат перешел Ларисе Фечиной.

## Участие в выборных органах государственной власти и местного самоуправления
- депутат Государственной Думы Федерального Собрания Российской Федерации от Свердловской области,
- член Фракции ВПП «Единая Россия» ГД ФС РФ,
- заместитель председателя Комитета ГД по обороне,
- член Комиссии ГД по законодательному обеспечению противодействия коррупции,
- сопредседатель комиссии по рассмотрению расходов федерального бюджета, направленных на обеспечение обороны и государственной безопасности Российской Федерации.

## Участие в выборных должностях «Единой России»
- Член Центральной Контрольно-ревизионной комиссии ВПП «Единая Россия»
- член Координационного совета ВПП «Единая Россия» по реализации проекта «Свой Дом»,
- член рабочей группы Президиума Генерального Совета ВПП «Единая Россия» по оказанию помощи обманутым дольщикам,
- член Общественного Совета при фракции «Единая Россия» по работе с переселенцами и соотечественниками за рубежом.

## Санкции
7 декабря 2022 года, на фоне вторжения России на Украину, включён в санкционный список Канады «близких соратников режима» за грубые и систематические нарушения прав человека в отношении российских граждан, «протестующих против незаконного вторжения российского режима в Украину и антидемократической политики».
Также находится под санкциями Украины как «руководитель органа исполнительной власти, поддерживающего действия и политику, которые подрывают территориальную целостность, суверенитет и независимость Украины».

## Семья
Женат, воспитывает четверых детей.

## Награды
- орден «За заслуги перед Отечеством» IV степени
- Орден Александра Невского (2018)[5]
- орден Мужества
- орден «За военные заслуги»
- медаль Суворова
- медаль «За отличие в военной службе» II степени
- медаль «За отличие в военной службе» III степени
- медаль «За укрепление боевого содружества»